# Wakadoshiyori
Le wakadoshiyori (若年寄) était un haut gouvernement du XVIIe siècle dans le Japon du clan Tokugawa. Ce « conseil de jeunes anciens » de l'époque d'Edo comprenait six membres, recrutés parmi les fudai daimyo (譜代大名), dont chacun dirigeait les affaires pendant un mois. Il est hiérarchiquement inférieur au rōjū (老中).
Le wakadoshiyori était chargé de superviser les hatamoto (gardes du corps du shogun), les artisans, les médecins, et les impôts payés par les vassaux du shogun. Il surveillait aussi les activités dans les grandes villes du pays comme Kyoto et Osaka.

## Liste deswakadoshiyori

### Sous Tokugawa Iemitsu (1623-1651)
- Matsudaira Nobutsuna (1633-1635)
- Abe Tadaaki (1633-1635)
- Hotta Masamori (1633-1635)
- Abe Shigetsugu (1633-1638)
- Ōta Sukemune (1633-1638)
- Miura Masatsugu (1633-1639)
- Dōi Toshitaka (1635-1638)
- Sakai Tadatomo (1635-1638)
- Kutsuki Tanetsuna (1635-1649)

### Sous Tokugawa Ietsuna (1651-1680)
- Kuze Hiroyuki (1662-1663)
- Tsuchiya Kazunao (1662-1665)
- Doi Toshifusa (1663-1679)
- Nagai Naotsune (1665-1670)
- Hotta Masatoshi (1670-1679)
- Matsudaira Nobuoki (1679-1682)
- Ishikawa Norimasa (1679-1682)

### Sous Tokugawa Tsunayoshi (1680-1709)
- Hotta Masahide (1681-1685)
- Inaba Masayasu (1682-1684)
- Akimoto Takatomo (1682-1699)
- Naitō Shigeyori (1684-1685)
- Matsudaira Tadachika (1685)
- Ōta Sukenao (1685-1686)
- Inagaki Shigesada (1685-1689)
- Ōkubo Tadamasu (1687-1688)
- Miura Akihiro (1689)
- Yamauchi Toyoakira (1689)
- Matsudaira Nobutaka (1689-1690)
- Naitō Masachika (1690-1694)
- Katō Akihide (1690-1711)
- Matsudaira Masahisa (1694-1696)
- Yonekura Masatada (1696-1699)
- Honda Masanaga (1696-1704)
- Inoue Masamine (1699-1705)
- Inagaki Shigetomi (1699-1709)
- Nagai Naohiro (1704-1711)
- Kuze Shigeyuki (1705-1713)
- Ōkubo Norihiro (1706-1723)

### Sous Tokugawa Ienobu (1709-1712) et Ietsugu (1713-1716)
- Torii Tadateru (1711-1716)
- Mizuno Tadayuki (1711-1714)
- Ōkubo Tsuneharu (1713-1728)
- Morikawa Toshitane (1714-1717)

### Sous Tokugawa Yoshimune (1716-1745)
- Ishikawa Fusashige (1717-1725)
- Matsudaira Norikata (1723-1735)
- Mizuno Tadasada (1723-1748)
- Honda Tadamune (1725-1750)
- Ōta Sukeharu (1728-1734)
- Koide Hidesada (1732-1744)
- Nishio Tadanao (1734-1745)
- Itakura Katsukiyo (1735-1760)
- Toda Ujifusa (1744-1758)
- Yonekura Masaharu

### Sous Tokugawa Ieshige (1745-1760)
- Kanō Hisamichi (1745-1748)
- Hori Naohisa (1745-1748)
- Miura Yoshisato (1745-1749)
- Hotta Masanobu (1745-1751)
- Akimoto Suketomo (1747)
- Kobori Masamine (1748-1751, 1756-1760)
- Koide Fusayoshi (1748-1767)
- Matsudaira Tadatsune (1748-1768)
- Sakai Tadayoshi (1749-1761, 1761-1787)
- Ōoka Tadamitsu (1754-1756)
- Honda Tadahide (1758)
- Mizuno Tadachika (1758-1775)

### Sous Tokugawa Ienari (1787-1837)
- Ōta Sukeyoshi
- Naitō Nobuatsu

### Sous Tokugawa Iesada (1853-1858) et Iemochi (1858-1866)
- Sakai Tadasuke (1853-1862), 1863, 1864-1866)[1].
- Andō Nobumasa (1858-1860)[2].
- Mizuno Tadakiyo (1861-1862)[3].
- Ogasawara Nagamichi (1862)[4].
- Inaba Masami (1862)

### Sous Tokugawa Yoshinobu (1867-1868)
- Hoshina Masaari (1866-1867)
- Ōkōchi Masatada (1866-1867)
- Kyōgoku Takatomi (1866-1868)
- Asano Ujisuke (1867)[5].
- Kawakatsu Kōun (1867)[5]
- Nagai Naoyuki (1867-1868)
- Matsudaira Chikayoshi (1867-1868)
- Takenaka Shigekata (1867-1868)
- Hori Naotora (1867-1868)[5]
- Tsukahara Masayoshi (1867-1868)[5]
- Katsu Kaishū (1868)
- Ōkubo Ichiō (1868)
- Hattori Tsunezumi (1868)
- Imagawa Norinobu (1868)
- Atobe Yoshisuke (1868)
- Kawatsu Sukekuni, aussi connu sous le nom Kawazu Sukekune (1868)[6].
- Mukōyama Ippaku (1868)
- Kondō Isami (1868)

### Wakadoshiyori-kaku
Les wakadoshiyori-kaku sont des officiels du bakufu ayant le rang de wakadoshiyori mais qui ne sont cependant pas nommés en tant que tels.
- Nagai Naomune (1867-1868)[4].

## Source de la traduction
- (en) Cet article est partiellement ou en totalité issu de l’article de Wikipédia en anglais intitulé « Wakadoshiyori » (voir la liste des auteurs).